# ニューやまと
ニューやまとは、阪九フェリーが運航していたフェリー。

## 概要
神田造船所川尻工場で建造され、1983年10月16日に泉大津航路に就航した。本船の就航により、従来、泉佐野航路に就航していた第三十二阪九は神戸航路へ転配され、神戸航路に就航していた第十六阪九が引退した。
1996年2月21日、泉大津航路の減便により引退した。
その後、フィリピンのスルピシオラインズへ売却され、PRINCESS OF THE UNIVERSEとして就航した。
2011年、スクラップとしてインドへ売却され、回航の後、解体された。

### 航路
阪九フェリー
- 新門司港 - 泉大津港

## 設計
7000総トン級だった前船から、11,000総トン級と大型化した。船型は長距離フェリーでは初の船尾双胴型とし、船体は4層構造で上部から操舵室および2層の旅客区画、その下に2層の車両甲板となっていた。
車両甲板の側面は大型の開口部が並んでおり、その後の新造船にも継承された。

## 船内

### 船室
| クラス       | 部屋数                  | 定員  | 設備 |
| ------------ | ----------------------- | ----- | ---- |
| 貴賓室       | 2名×1室                 | 2名   |      |
| 特等室       | 2名×2室                 | 4名   |      |
| 一等和室     | 3名×8室                 | 24名  |      |
| 一等洋室     | 4名×18室 2名×8室        | 88名  |      |
| 二等和室     | 166名×1区画 180名×1区画 | 345名 |      |
| 二等洋室     | 8名×15室                | 120名 |      |
| ドライバー室 |                         | 128名 |      |

## 設備
A甲板
- 特等室
- 一等室
- 多目的ホール
- 一等喫煙室

B甲板
- 一等室
- 二等室
- エントランス
- ラウンジ
- ゲームコーナー
- レストラン
- バー
- 麻雀ルーム
- 大浴場
- ドライバーズルーム
- ドライバー浴室

車両甲板
- C甲板：トラック・乗用車兼用（8.5mトラック×36台・乗用車133台）
- D甲板：トラック専用区域（8.5mトラック×100台）